# Cristina Scabbia

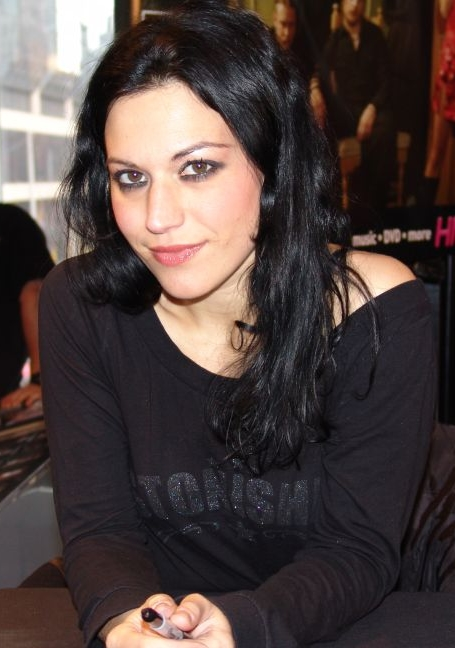
Cristina Scabbia (2006)

Cristina Adriana Chiara Scabbia (* 6. Juni 1972 in Mailand) ist eine italienische Sängerin. Sie ist seit 1996 Leadsängerin der Metal-Band Lacuna Coil.

## Leben und Karriere

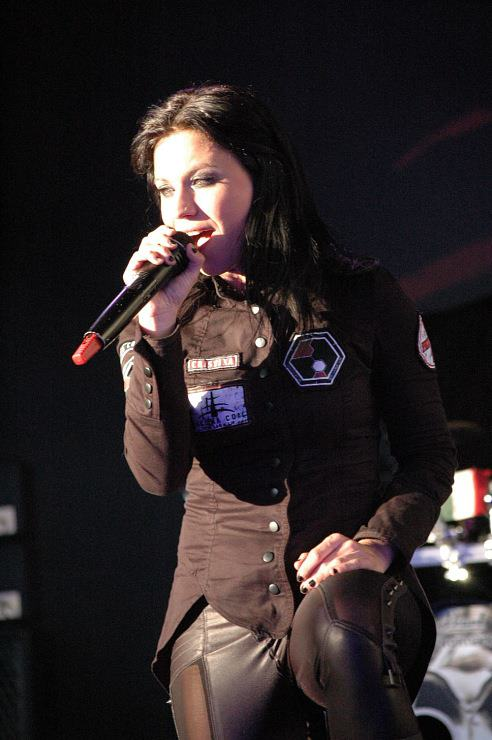
Cristina Scabbia Auftritt im Jahr 2014

1991 begann Scabbia ihre professionelle Karriere, indem sie in verschiedenen Bands als Sängerin auftrat. 1994 traf sie auf den Sänger Andrea Ferro und den Bassisten Marco Coti Zelati im Mitternachtsclub von Mailand, die Mitglieder der Band Sleep of Right waren. Scabbia, die seinerzeit mit Marco Coti Zelati eine Beziehung startete,  wurde zunächst nur für einmalige Aufnahmen zum Hintergrundgesang eines Demotapes der Band engagiert. Allerdings mochten die Bandmitglieder die Art und Weise, wie der männliche Gesang Ferros mit dem weiblichen Gesang Scabbias harmonierte, so dass sie danach gefragt wurde, permanentes Bandmitglied zu werden. Noch vor der Aufnahme Scabbias änderte die Band ihren Namen zunächst in Ethereal. Später schließlich, mit der Zusammensetzung aus Cristina Scabbia, Andrea Ferro, Marco Coti-Zelati, Claudio Leo, Raffaele Zagaria und Leonardo Forti, benannte sich die Band in Lacuna Coil um, um einen einzigartigen Namen zu haben.
Die Beziehung Cristina Scabbias mit Songwriter Marco Coti Zelati endete 2004 nach 10 Jahren. Auf die Arbeit mit der Band hatte dies aber keinen Einfluss, sodass auch in den folgenden Jahren Cristina, Andrea und Marco den Kern von Lacuna Coil bildeten. Von 2004 bis 2017 war Scabbia mit James Root, einem der beiden Gitarristen von Slipknot, liiert.

## Gastauftritte

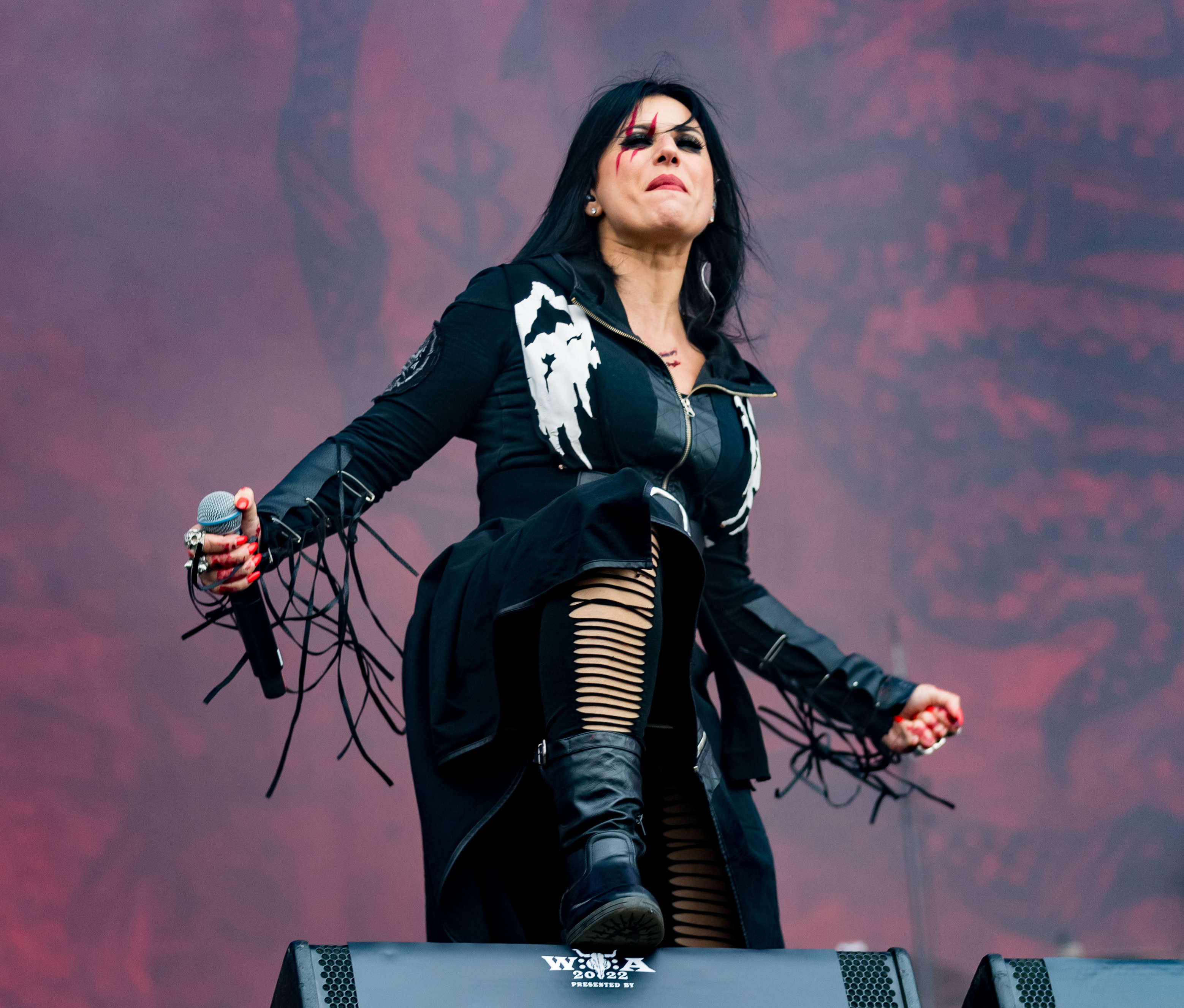
Cristina Scabbia, Wacken Open Air 2022

- 2004 Duett mit dem italienischen Sänger Franco Battiato – „I’m That“
- 2007 Gesang für Megadeth – „À Tout le Monde (Set Me Free)“ auf dem Album United Abominations
- 2007 Gesang für Apocalyptica – „S.O.S. (Anything but Love)“ auf dem Album Worlds Collide
- 2008 Gesang mit Myles Kennedy von Alter Bridge für die Neuauflage der Alter-Bridge-Single „Watch Over You“
- 2013 Gesang für Ayreon auf dem Album The Theory of Everything
- 2016 Gesang für Schiller – „I Breathe“ auf dem Album Future
- 2019 Duett mit Tarja Turunen – „Goodbye Stranger“ auf dem Album In the Raw
- 2024 Gesang mit Saltatio Mortis und Peyton Parrish – „We Might Be Giants“ auf dem Album Finsterwacht

## Trivia
- Zusammen mit Marta Peterson von Bleeding Through war Scabbia auf dem Hottest-Chicks-in-Metal-Cover der Musikzeitschrift Revolver.[7]
- 2007 erhielt Scabbia den Metal Icon der jährlichen Metal Hammer Awards.[8]
- 2007 wurde Scabbia zum fünften Mal in Folge von den Lesern der britischen Musikzeitschrift Terrorizer der Titel „Most Shaggable Female“ verliehen.